# Morrie Schwartz
Morris S. Schwartz (* 20. Dezember 1916 in New York City; † 4. November 1995 in Newton, Massachusetts) war ein US-amerikanischer Soziologe. Er erlangte postum größere Berühmtheit durch seine Rolle im Buch Dienstags bei Morrie (1998).
Schwartz wuchs in einem jüdischen Viertel in New York City auf. Seinen Bachelor erhielt er nach einem Studium am City College in New York, den Master absolvierte er 1946 und den Ph.D. 1951 an der University of Chicago. Er schrieb drei Bücher über psychische Störungen in den 1950er und 1960er Jahren. Zusätzlich unterrichtete er an der soziologischen Fakultät der Brandeis University. Unter seinen Studenten war auch der spätere Sportjournalist Mitch Albom. Schwartz unterrichtete über seinen 70. Geburtstag hinaus, bis es ihm durch seine Amyotrophe Lateralsklerose unmöglich wurde.
Nachdem er Schwartz in der Fernsehsendung Nightline gesehen hatte, wo er über seine Krankheit berichtete, suchte Mitch Albom seinen ehemaligen Mentor auf. Gemeinsam verfassten sie 1995 während der letzten Tage von Schwartz das Buch Dienstags bei Morrie. Es wurde 1997 in den USA veröffentlicht und war mehr als sechs Jahre auf der Bestsellerliste von USA Today geführt. In der Fernsehverfilmung 1999 wurde Morrie Schwartz von Jack Lemmon gespielt.

## Schriften
- mit Emmy Lanning Shockley, Charlotte Green Schwartz: The Nurse and the Mental Patient. A Study in Interpersonal Relations. Wiley 1956, ISBN 978-0-4717-6610-0.
- mit Alfred H. Stanton: The Mental Hospital. A Study of Institutional Participation in Psychiatric Illness and Treatment. Basic Books, New York 1958, ISBN 978-1-59147-617-7.
- Charlotte Green Schwartz: Social Approaches to Mental Patient Care. Columbia University Press, New York/London 1964, OCLC 797866922.
- Letting Go. Morrie’s Reflections on Living While Dying. Walker & Company, New York 1996, ISBN 978-0-8027-1315-5.
deutsche Ausgabe: Weisheit des Lebens. Goldmann, München 2005, ISBN 978-3-442-45857-8.